# Françoise Ozanne-Rivierre
Françoise Ozanne-Rivierre (Saint Julien-sur-Calonne, Calvados, Normandia, 2 de gener de 1941 - Montreuil, París, 11 de novembre de 2007) va ser una lingüista francesa, encarregada d'investigacions al LACITO-CNRS, coneguda pels seus treballs sobre les llengües de Nova Caledònia i els seus estudis sobre les llengües oceàniques. Françoise Ozanne-Rivierre estava casada amb Jean-Claude Rivierre, també especialista en llengües canac.
La seva carrera començà sota la direcció d'André-Georges Haudricourt, amb qui va publicar nombrosos treballs (gramàtiques, diccionaris, articles científics) sobre el iaai, les llengües de Hienghène (fwâi, pije, jawe, nemi), el fagauvea i el nyâlayu.

## Publicacions
- Ozanne-Rivierre, Françoise. Le Iaai: langue mélanésienne d'Ouvéa (Nouvelle-Calédonie). Phonologie, morphologie, esquisse syntaxique (en francès).  París: Société d'études linguistiques et anthropologiques de France, 1976, p. ..
- Ozanne-Rivierre, Françoise. Dictionnaire iaai (en francès).  París: Société d'études linguistiques et anthropologiques de France, 1984, p. ..
- Ozanne-Rivierre, Françoise. «L'aire coutumière iaai». A: Les Langues de France (en francès).  París: PUF, 2003, p. ..
- Ozanne-Rivierre, Françoise. «Spatial deixis in Iaai (Loyalty Islands)». A: Spatial deixis in Oceanic languages.  Canberra: Pacific Linguistics, 2004, p. ..
- Tryon, Darrell «In Memoriam, Françoise Ozanne-Rivierre, 1941–2007». Oceanic Linguistics, 47, 1, 2008, p. 233–239. DOI: 10.1353/ol.0.0005 [Consulta: 23 juny 2012]..